# مهند علي
مهند علي كاظم الشمري (مواليد 20 حزيران/يونيو 2000 م في بغداد) لاعب كرة قدم عراقي في مركز الهجوم، لاعباً في نادي دبا الفجيرة الإماراتي.
بدأ مهند مسيرته الكروية من مدرسة عمو بابا قبل ان يلتحق بأشبال نادي القوة الجوية وقد حقق مع الفريق لقب الهداف في بطولتين محلية ثم اختير لتمثيل منتخب الأشبال وحصل على أفضل هداف في بطولة ألعاب آسيا للواعدين 2013 م في الصين، وفي عام 2014 م كان هداف لأول بطولة ينظمها الاتحاد الآسيوي للمنتخبات تحت 14 سنة برصيد 6 أهداف, وفي عام 2015 م نال جائزة هداف بطولة غرب آسيا للناشئين.
شارك مهند مع منتخب العراق في بطولة كأس آسيا 2019، سجل اللاعب هدفين، تلقى اللاعب بعدها عروض رسمية من أندية أوروبية وآسيوية، لكن رفضت إدارة نادي الشرطة العروض في يناير، مع ذلك لم يلتزم مسؤولي النادي بتأجيل الحديث عن انتقال اللاعب حتى نهاية الموسم فقد اعلنوا على وسائل الاعلام عن رغبة اللاعب بالانتقال لنادي العين الإماراتي، الامر الذي وضع مهند تحت ضغط الجماهير الراغبة بمشاهدته في دوري أوروبي، وقد لوحظ تأثر اللاعب بهذه الضغوطات وانعكاساتها على حالته الذهنية والبدنية والفنية خلال المباريات وقد عبر عنها مدرب فريق الشرطة. وبعد حسم لقب الدوري لمصلحة فريقه انتقل لنادي الدحيل القطري بعقد يمتد 5 سنوات. ولم تتوقف الضغوطات على المهاجم الشاب عند ناديه السابق فقد استمرت مع ناديه الجديد منذ اليوم الأول من انضمامه تم تقديمه إعلاميا بالرقم 9 وكبديل جاهز لمهاجم مخضرم خبير غادر الفريق وفي ظروف غير مثالية يعيشها الفريق من رحيل صانع الألعاب وتغيير طريقة اللعب وطغيان الفردية على أداء اللاعبين. مع ذلك وبعد عودته من اصابة ابعدته عن جولتين سجل هدف الفوز وصدارة الدوري للدحيل بجهد فردي امام السيلية اشاد به المدرب روي فاريا، ولم يشفع له الهدف بالمشاركة الاساسية.
خلال فترة الانتقالات الشتوية 2020، أرسل مهند ليلتحق بزميله إيفانز منساه لقضاء فترة إعارة قصيرة مع نادي بورتيمونينسي البرتغالي، وأعير لاحقًا إلى نادي السيلية قبل إفتتاحية مباريات الدوري بأيام، وفي أول ظهور امام وصيف الموسم الماضي نادي الريان سجل أول اهدافه. وقاد المهاجم المعار فريقه لإنتصار ثمين على الدحيل في الدور الأول، أعلن في مؤتمر صحفي بعد المباراة عن طموحه بتحقيق لقب الهداف، لكن واجهته العديد من الصعوبات، كمهاجم دولي شاب وهداف للفريق (12 هدف) لم يحظى بإهتمام خاص. قبل نهاية الموسم ساعد السيلية بالتتويج بأول لقب في تاريخ النادي كأس نجوم قطر.

## الانجازات

### نادي الشرطة العراقي
- الدوري العراقي الممتاز (2) : 2019-18, 2023-24

### نادي الدحيل القطري
- دوري نجوم قطر (1) : 2019-20

### نادي السيلية القطري
- كأس نجوم قطر  (1) : 2020-21

### المنتخب العراقي
- بطولة الصداقة الدولية ( المركز الأول ) : 2019
- بطولة اتحاد غرب آسيا ( المركز الثاني ) : 2019

### منتخب شباب العراق
- بطولة آسيا تحت 14 سنة : 2014
- بطولة اتحاد غرب آسيا للناشئين تحت 16 سنة : 2015

### الجوائز الفردية
- دورة الألعاب الآسيوية للشباب 2013 : الهداف المشترك (6 أهداف)
- بطولة آسيا تحت 14 سنة 2014: الهداف (6 أهداف).
- بطولة اتحاد غرب آسيا لكرة القدم تحت 16 سنة 2015 : الهداف (5 أهداف).
- هدف كرة القدم العراق لهذا الموسم : 2018-19
- أفضل لاعب في غرب آسيا: 2019
- فريق العقد لكرة القدم في العراق : 2010-2019
- المرشح لجائزة أفضل لاعب شاب في آسيا:2020

## إحصائيات
آخر تحديث 28 كانون الأول 2024.
| منتخب العراق | منتخب العراق | منتخب العراق | منتخب العراق |
| السنة        | المباريات    | الأهداف      |              |
| ------------ | ------------ | ------------ | ------------ |
| 2017         | 1            | 0            |              |
| 2018         | 10           | 6            |              |
| 2019         | 17           | 8            |              |
| 2020         | 2            | 1            |              |
| 2021         | 7            | 2            |              |
| 2022         | 0            | 0            |              |
| 2023         | 3            | 1            |              |
| 2024         | 13           | 3            |              |
| المجموع      | 53           | 21           |              |

### الاهداف الدولية مع المنتخب
| #   | التاريخ              | المكان                            | الخصم     | عدد الاهدف | النتيجة | المناسبة             |
| --- | -------------------- | --------------------------------- | --------- | ---------- | ------- | -------------------- |
| 1.  | 28 شباط 2018         | ملعب جذع النخلة، البصرة           | السعودية  | 3–0        | 4–1     | ودية                 |
| 2.  | 28 شباط 2018         | ملعب جذع النخلة، البصرة           | السعودية  | 4–1        | 4–1     | ودية                 |
| 3.  | 27 آذار 2018         | ملعب جذع النخلة، البصرة           | سوريا     | 1–0        | 1–1     | ودية                 |
| 4.  | 10 أيلول 2018        | ملعب علي صباح السالم، الكويت      | الكويت    | 1–0        | 2–2     | ودية                 |
| 5.  | 15 تشرين الأول 2018  | استاد جامعة الملك سعود، الرياض    | السعودية  | 1–0        | 1–1     | ودية                 |
| 6.  | 24 كانون الأول 2018  | ملعب سحيم بن حمد، الدوحة          | الصين     | 2–1        | 2–1     | ودية                 |
| 7.  | 8 كانون الثاني 2019  | ستاد مدينة زايد الرياضية، ابو ظبي | فيتنام    | 1–1        | 3–2     | كأس آسيا             |
| 8.  | 12 كانون الثاني 2019 | ملعب الشارقة، الشارقة             | اليمن     | 1–0        | 3–0     | كأس آسيا             |
| 9.  | 26 آذار 2019         | ملعب جذع النخلة، البصرة           | الأردن    | 3–1        | 3–2     | ودية                 |
| 10. | 5 أيلول 2019         | ستاد البحرين الوطني، البحرين      | البحرين   | 1–1        | 1–1     | تصفيات كأس العالم    |
| 11. | 10 تشرين الأول 2019  | ملعب جذع النخلة، البصرة           | هونغ كونغ | 1–0        | 2–0     | تصفيات كأس العالم    |
| 12. | 15 تشرين الأول 2019  | ملعب بنوم بن الأولمبي، بنوم بنه   | كمبوديا   | 2–0        | 4–0     | تصفيات كأس العالم    |
| 13. | 14 تشرين الثاني 2019 | ستاد عمان الدولي، عمان            | إيران     | 1–0        | 2–1     | تصفيات كأس العالم    |
| 14. | 5 كانون الأول 2019   | استاد عبد الله بن خليفة، الدوحة   | البحرين   | 1–0        | 2–2     | كأس الخليج           |
| 15. | 17 تشرين الثاني 2020 | استاد ذا سيفنز، دبي               | أوزبكستان | 1–1        | 2–1     | ودية                 |
| 16. | 29 أيار 2021         | ملعب الفيحاء، البصرة              | نيبال     | 5–2        | 6–2     | ودية                 |
| 17. | 7 حزيران 2021        | ملعب المحرق، المنامة              | كمبوديا   | 1–0        | 4–1     | تصفيات كأس العالم    |
| 18. | 21 تشرين الثاني 2023 | فيتنام                            | فيتنام    | 1–0        | 1–0     | تصفيات كأس العالم    |
| 19. | 15 كانون الثاني 2024 | ملعب أحمد بن علي، قطر             | إندونيسيا | 1–0        | 3–1     | كأس آسيا 2023        |
| 20. | 21 آذار 2024         | ملعب جذع النخلة، البصرة           | الفلبين   | 1–0        | 1–0     | تصفيات كأس العالم    |
| 20. | 28 كانون الأول 2024  | ملعب جابر الأحمد الدولي، الكويت   | السعودية  | 1–1        | 1–3     | كأس الخليج العربي 26 |

## روابط خارجية
- مهند علي على موقع الاتحاد الآسيوي (الإنجليزية)
- مهند علي على موقع ناشيونال فوتبول تيمز (الإنجليزية)
- مهند علي على موقع Soccerway.com (الإنجليزية)
- مهند علي على موقع عالم كرة القدم.نت (الإنجليزية)